# Poinciana (Florida)
Poinciana è un CDP degli Stati Uniti d'America, situato nello Stato della Florida, diviso tra la contea di Polk e la contea di Osceola.

## Infrastrutture e trasporti
È servito dal servizio ferroviario suburbano SunRail.